# Montes Orlické
Los montes Orlické o  montes del Águila son una cordillera de los montes Sudetes centrales. Se encuentran situados en el centro-norte de la República Checa, junto a la frontera con Polonia. En estos montes nace el río Orlice, un afluente derecho del río Elba.